# 平永衡
平 永衡（たいら の ながひら、生年不詳 - 天喜4年（1056年）ごろ）は、平安時代後期の陸奥国伊具郡の豪族で、伊具十郎と称し、八竜城を拠点とした。郡司であったとも在庁官人として陸奥国府多賀城に勤務していたとも言われる。父は不明だが、寛仁2年（1018年） - 治安2年（1022年）まで鎮守府将軍を務めた平永盛の子弟であると考えられる。あるいは、下総国の平氏の一族とする系図もあり、海道平氏、岩城氏と繋がる家系であったとする説がある。『陸奥話記』にのみ、その名が登場する。藤原経清は相婿、奥州藤原氏の祖である藤原清衡は義理の甥。

## 略歴
はじめ陸奥守藤原登任の郎従として陸奥国へ下向し、伊具郡を拝領する。奥六郡を支配する俘囚（ふしゅう）長の安倍頼時（頼良）の娘（史料による呼称は「中加一乃末陪」、読み方は「なかかいちのまえ」と目されている。藤原経清室の「有加一乃末陪」は姉）を妻に迎える。1051年（永承6年）に始まる前九年の役においては、登任と頼時が戦った鬼切部の戦いでは安倍軍に参戦する。敗北して更迭された登任の後任に源頼義が任じられ、頼時が朝廷に帰服すると頼義に従う。1056年（天喜4年）には阿久利川事件をきっかけとして再び安倍氏が蜂起したが、この時衣川の南にいた永衡、経清は頼義に従って戦っている。だが2人とも頼時の婿であるからと疑われていた。さらにこの時永衡は、陣中できらびやかな銀の冑を着けているので、これは敵軍への通牒でないかと頼義に密告するものがあり、安倍氏への内通を疑われて殺される。これが引き金となって経清は安倍氏の陣営に属し、前九年の役が長引く原因となった。